# Oriopsis ehlersi
Oriopsis ehlersi är en ringmaskart som beskrevs av Francis Day 1961. Oriopsis ehlersi ingår i släktet Oriopsis och familjen Sabellidae. Inga underarter finns listade i Catalogue of Life.